# Lupinus digitatus
Lupinus digitatus är en ärtväxtart som beskrevs av Peter Forsskål. Lupinus digitatus ingår i släktet lupiner, och familjen ärtväxter. Inga underarter finns listade i Catalogue of Life.